# Tomodachi Game
Tomodachi Game (トモダチゲーム Tomodachi Gēmu?) es una serie de manga conceptualizada por Mikoto Yamaguchi y escrita e ilustrada por Yūki Satō. Se serializó en la revista shōnen de Kōdansha Bessatsu Shōnen Magazine desde diciembre de 2013 hasta agosto de 2024. Una adaptación a dorama, así como también dos películas de acción en vivo fueron estrenadas en 2017. Una adaptación a serie de anime producida por el estudio de animación Okuruto Noboru fue estrenada el 5 de abril de 2022.

## Argumento
Yūichi Katagiri siempre ha creído que los amigos son más importantes que el dinero, pero al mismo tiempo conoce muy bien las dificultades de no tener suficientes fondos. Yūichi trabaja duro para ahorrar dinero y así poder ir a un viaje escolar junto a sus cuatro mejores amigos, puesto que les ha prometido a estos que irían juntos. Sin embargo, luego de recoger todo el dinero de la clase, este desaparece misteriosamente. Las sospechas recaen sobre dos de los amigos de Yūichi, Shiho Sawaragi y Makoto Shibe. Poco después, los cinco son secuestrados y despiertan en una habitación extraña con un personaje de anime llamado Manabu-kun que actúa como anfitrión. Al parecer, uno de ellos les ha metido en un "juego de la amistad" con el fin de saldar su enorme deuda. Pero, ¿quién ha sido el traidor y por qué tiene esa deuda? ¿Pudieron haber robado el dinero de la clase para entrar al juego? Yūichi y sus mejores amigos deberán tener éxito en los juegos psicológicos que pondrán no solo a prueba su amistad, sino que también amenazan con destruir su fe en sí mismos.

## Personajes
Yūichi Katagiri (片切 友一 Katagiri Yūichi?)
 Seiyū: Chiaki Kobayashi
El protagonista principal. Al comienzo de la historia, Yūichi aparenta ser un estudiante diligente y feliz, que trabaja duro para poder unirse a sus amigos en la excursión escolar y valora la amistad más que el dinero. Sin embargo, a medida que avanza la historia y los juegos se vuelven cada vez más serios, Yūichi comienza a mostrar un lado mucho más siniestro. Esta naturaleza oscura es probablemente el resultado de su crianza problemática por una madre adoptiva que tuvo que vender su cuerpo, y un estafador que sirvió como figura paterna y maestro. Él opta por participar en el Tomodachi Game Adulto y destruir su administración.
Tenji Mikasa (美笠 天智 Mikasa Tenji?)
 Seiyū: Daiki Hamano
Es una persona talentosa de grado superior y tiene buenas habilidades de comunicación. Desempeña el papel de mediador entre los cinco. Tenji es un tipo muy animado y un excelente estudiante. Hace lo que cree que es mejor, llegando incluso a mentirles a sus amigos por el bien de la verdad. Es conocido por ser bueno para comunicarse con la gente y es muy sociable a pesar de parecer severo. Se revela que había participado en Tomodachi Game antes, acumulando deudas por la traición de sus amigos pasados que se llevaron al Juego actual. Siente un gran odio por Shiho, su amiga de la infancia, quien supuestamente resultó en la traición de sus antiguos amigos y la muerte de su padre, acosándola en adelante y con la intención de usar el Juego actual para destruirla por completo. Al final de la segunda ronda, acompaña a Yūichi por el resto de los Juegos, ganándose su confianza.
Shiho Sawaragi (沢良宜 志法 Sawaragi Shiho?)
 Seiyū: Yume Miyamoto
Es la vicepresidenta de la clase de Yuuichi. Shiho es un estudiante de honor con un fuerte sentido de la justicia. Ella muestra muchas veces lo lejos que llegaría para proteger a sus amigos y a las personas que la rodean. Ella está enamorada de Yuuichi. Debido a que accidentalmente perdió los fondos del viaje de su clase, se ganó la ira de sus compañeros de clase y, sin darse cuenta, pagó la tarifa de admisión para el Tomodachi Game. Después de la liberación de ella, Shibe y Kokorogi de la segunda ronda, ella y Shibe son intimidados por sus compañeros de clase por sospecha y odio, lo que lleva a su desaparición. Reaparece nuevamente del lado de los administradores en circunstancias misteriosas.
Makoto Shibe (四部 誠 Shibe Makoto?)
 Seiyū: Tomohiro Ōno
Es el presidente de la clase de Yuuichi. Proviene de una familia adinerada y sobresale en los deportes. Shibe es descrito como un tipo rico y frívolo, pero es muy honesto y directo. Está enamorado de Shiho. Después de su liberación, Shiho y Kokorogi de la segunda ronda, él y Shiho son intimidados por sus compañeros de clase por sospecha y odio. Cuando le pide dinero a su padre, termina siendo acusado de su asesinato y se convierte en parte del desafío de la tercera ronda de Yūichi, Tenji y Kokorogi para demostrar su inocencia por robar los fondos del viaje escolar. A pesar de haber limpiado su nombre, Shibe hereda la deuda de su padre y sigue a Yūichi para participar en el Tomodachi Game Adulto.
Yutori Kokorogi (心木ゆとり Kokorogi Yutori?)
 Seiyū: Satomi Amano
Compañera de clase de Yuuichi y Shiho. Debido a que tiene un cuerpo bien dotado, Yutori siempre fue intimidada por sus compañeros de clase por lo que se vio obligada a darles dinero para que dejaran de acosarla, hasta que intervino Shiho y las dos se vuelven amigas. Yutori tiene una personalidad tranquila, aparentemente muy amable. Ella es muy inocente e incluso un poco tonta. Yutori se dedica mucho a sus amigos y a igual que Shiho, le gusta Yuuichi. No obstante, se revela que tiene una personalidad oscura y retorcida. Yutori no tiene reparos en golpear a su propia madre y en realidad es muy rica, aunque se desconoce de dónde obtiene la mayor parte de su dinero. Yutori es una persona inestable ya que está locamente obsesionada con Yuuichi, incluso usa su propio dinero e intenta matar a otros para que Yuuichi la ame. Además, es una traidora del equipo de Katagiri.
Manabu-kun (マナブくん Manabu-kun?)
 Seiyū: Minami Takayama
Un muñeco misterioso que actúa como guía para el "Tomodachi Game". Lleva gorra, polo a rayas y mono. Fue el responsable de haber robado el dinero que ahorró Yuuichi para el viaje escolar.
Maria Mizuse (水瀬マリア Mizuse Maria?)
 Seiyū: Reina Ueda
Una niña con peinado de coletas que actúa como vigilante del Grupo C. Contrariamente a su apariencia bonita, está enojada por dentro y disfruta viendo cómo se derrumba la amistad. En el tercer juego, para vigilar a Yuichi y a los demás, ingresó al Grupo C al mando de la alta dirección. Siguiendo las instrucciones de Yuichi, colocó una trampa en el equipo enemigo.
Tsukino (月野 Tsukino?)
 Seiyū: Shizuka Itō
Una mujer de cabello corto y negro que supervisa el Grupo C con María. Se desconoce su verdadero nombre. Aprecia mucho a Yuichi.
Reiko Tamai (玉井 レイコ Tamai Reiko?)
 Seiyū: Nana Mizuki
Es parte de la dirección de "Tomodachi Game". Se desempeña como observadora de Juuzou Kadokura y el equipo K.
Jūzō Kadokura (門倉十蔵 Kadokura Jūzō?)
 Seiyū: Tetsu Inada
Es un estudiante de tercer año de secundaria del Grupo K. Sirve como el "capitán" del grupo. Asumió el papel de "Hider" en el segundo juego de los juegos regulares, Friendship Hide-And-Seek.
Hyakutarō Onigawara (鬼瓦百太郎 Onigawara Hyakutarō?)
 Seiyū: Kishō Taniyama
Es un estudiante de segundo año de secundaria del Grupo K. Él y Chisato Hashiratani atendieron la estación de comida durante el segundo juego, Friendship Hide-And-Seek.
Chisato Hashiratani (柱谷千聖 Hashiratani Chisato?)
 Seiyū: Tetsuya Kakihara
Es un estudiante de segundo año de secundaria del Grupo K. Él y Hyakutarou atendieron la estación de comida durante el segundo juego, Friendship Hide-And-Seek.
Kei Shinomiya (紫宮京 Shinomiya Kei?)
 Seiyū: Kenshō Ono
Es un estudiante de primer año de secundaria del Grupo K. Él era originalmente de los juegos regulares, participando como el "Buscador" en el segundo juego, Friendship Hide-And-Seek. Él y Banri también estaban a cargo de encontrar un lugar para que Juuzou se escondiera. Más tarde hace su debut en los primeros juegos de Tomodachi para adultos, " Prison Game of Friendship ", como "Prisoner Number 001 ". A veces llama a su amigo de la infancia y vecino, Banri Niwa, "Gran Hermano".
Banri Niwa (丹羽万里 Niwa Banri?)
 Seiyū: Daisuke Ono
Es un estudiante de tercer año de secundaria del Grupo K. Es amigo de la infancia y vecino de Kei Shinomiya. Él y Kei también estaban a cargo de encontrar un lugar para que Juuzou se escondiera.

## Contenido de la obra

### Manga
Tomodachi Game, conceptualizado por Mikoto Yamaguchi y escrito e ilustrado por Yuki Sato, fue serializado en la revista Bessatsu Shōnen Magazine de Kodansha del 9 de diciembre de 2013 al 8 de agosto de 2024. Kōdansha ha recopilado sus capítulos individuales en veintiún volúmenes tankōbon. El primer volumen se lanzó el 9 de abril de 2014.

#### Lista de volúmenes
| Volúmenes de manga publicados | Volúmenes de manga publicados | Volúmenes de manga publicados |
| Número                        | Fecha de lanzamiento          | ISBN                          |
| ----------------------------- | ----------------------------- | ----------------------------- |
| 1                             | 9 de abril de 2014            | ISBN 978-4-06-395051-9        |
| 2                             | 9 de julio de 2014            | ISBN 978-4-06-395119-6        |
| 3                             | 9 de diciembre de 2014        | ISBN 978-4-06-395255-1        |
| 4                             | 9 de abril de 2015            | ISBN 978-4-06-395364-0        |
| 5                             | 9 de septiembre de 2015       | ISBN 978-4-06-395474-6        |
| 6                             | 9 de febrero de 2016          | ISBN 978-4-06-395593-4        |
| 7                             | 8 de julio de 2016            | ISBN 978-4-06-395703-7        |
| 8                             | 9 de diciembre de 2016        | ISBN 978-4-06-395834-8        |
| 9                             | 9 de mayo de 2017             | ISBN 978-4-06-395946-8        |
| 10                            | 6 de octubre de 2017          | ISBN 978-4-06-510240-4        |
| 11                            | 9 de marzo de 2018            | ISBN 978-4-06-511063-8        |
| 12                            | 9 de agosto de 2018           | ISBN 978-4-06-512321-8        |
| 13                            | 9 de enero de 2019            | ISBN 978-4-06-513865-6        |
| 14                            | 7 de junio de 2019            | ISBN 978-4-06-515300-0        |
| 15                            | 9 de diciembre de 2019        | ISBN 978-4-06-517469-2        |
| 16                            | 7 de agosto de 2020           | ISBN 978-4-06-520320-0        |
| 17                            | 9 de diciembre de 2020        | ISBN 978-4-06-521671-2        |
| 18                            | 9 de junio de 2021            | ISBN 978-4-06-523413-6        |
| 19                            | 9 de noviembre de 2021        | ISBN 978-4-06-525936-8        |
| 20                            | 8 de abril de 2022            | ISBN 978-4-06-525936-8        |
| 21                            | 7 de octubre de 2022          | ISBN 978-4-06-529398-0        |
| 22                            | 7 de abril de 2023            | ISBN 978-4-06-530913-1        |
| 23                            | 8 de agosto de 2023           | ISBN 978-4-06-532591-9        |
| 24                            | 7 de diciembre de 2023        | ISBN 978-4-06-533941-1        |
| 25                            | 9 de mayo de 2024             | ISBN 978-4-06-535518-3        |
| 26                            | 8 de octubre de 2024          | ISBN 978-4-06-537018-6        |

### Drama
Una adaptación a dorama de cuatro episodios fue transmitida en Chiba TV desde el 3 al 24 de abril de 2017. También se transmitió en Teletama, Hokkaido TV, tvk, Kyushu Asahi Broadcasting, Sun TV, KBS Kyoto y Mētele y también fue transmitido en streaming en GYAO!.

### Películas
Dos películas de acción real, Tomodachi Game Gekijō-ban (トモダチゲーム 劇場版?) y Tomodachi Game Gekijō-ban Final (トモダチゲーム 劇場版 FINAL?), se estrenaron en Japón el 3 de junio y el 2 de septiembre de 2017, respectivamente.

### Anime
En noviembre de 2021, se anunció que la serie recibiría una adaptación a serie de anime de Okuruto Noboru. Está dirigida por Hirofumi Ogura y escrita por Kenta Ihara, con Satomi Miyazaki diseñando los personajes, Michiru componiendo la música e Hiroto Morishita encargandose del sonido en Studio Mouse. La serie se estrenó el 5 de abril de 2022 en Nippon TV y BS NTV. El tema de apertura es "Double Shuffle" interpretado por Nana Mizuki, mientras que el tema de cierre es "Tomoshibi" interpretado por saji. Crunchyroll obtuvo la licencia de la serie fuera de Asia.